# Chapelle Saint-Christophe de La Houppe
 (mars 2021).
Si vous disposez d'ouvrages ou d'articles de référence ou si vous connaissez des sites web de qualité traitant du thème abordé ici, merci de compléter l'article en donnant les références utiles à sa vérifiabilité et en les liant à la section « Notes et références ».
La chapelle Saint-Christophe est un petit édifice religieux catholique sis au carrefour ‘La Caplette’ du hameau de La Houppe (en néerlandais : D’Hoppe), à Flobecq, en Belgique. De style néogothique la chapelle fut construite en 1913-1914 à l’initiative de Céline d’Harveng. 

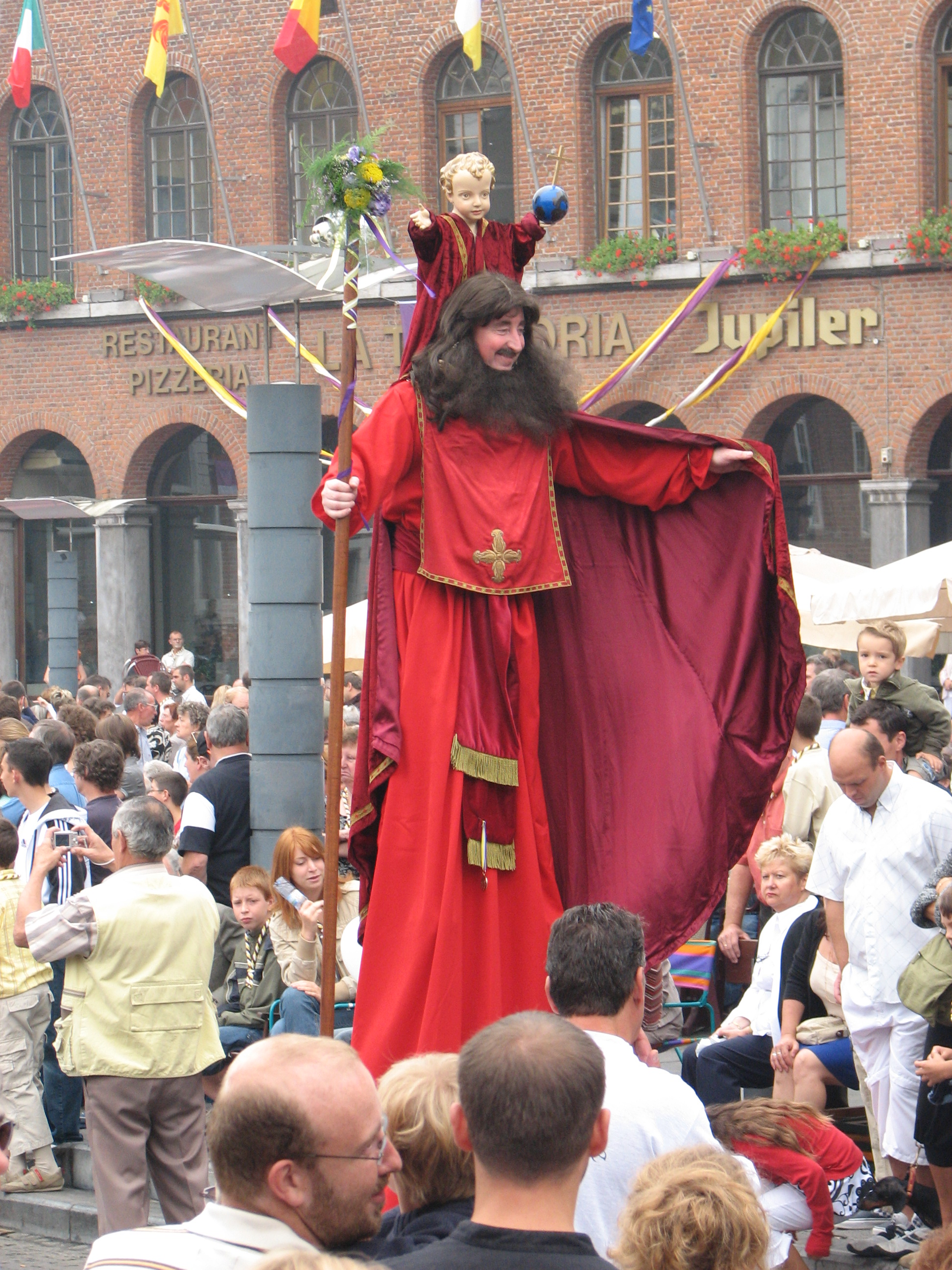
Le géant Saint-Christophe de Flobecq (à la ducasse d'Ath)

## Tradition
D’après une tradition locale, des reliques de saint Christophe auraient été rapportées (1260) du Moyen-Orient par la comtesse Marguerite de Hainaut (dite ‘de Constantinople’) et donnée à l’église de Flobecq. Une dévotion pour le saint s’est développée dans le village, et sans doute une chapelle construite (il n’en reste aucune trace). Cependant on mentionne un ‘échassier Saint-Christophe’ dans le folklore local depuis 1746. La célèbre procession des Géants d’Ath inclut encore un échassier illustrant le saint ‘’Porteur-du-Christ’.
La chapelle actuelle, survivance de cette dévotion, fut construite de briques et pierres calcaires en 1913-1914 à l’initiative de Céline de Harveng. Se trouvant au cœur du bois de Pottelberg sur une colline qui est le ‘sommet’ (157 mètres) du pays des Collines et au carrefour de deux routes très fréquentées elle reçoit de nombreux visiteurs,  surtout durant la ducasse du 15 aout. Une bénédiction d'animaux domestiques (chevaux, chiens, etc) y est organisée durant le mois d'octobre.